# Џесика Алба
Џесика Мари Алба (енгл. Jessica Marie Alba; Помона, 28. април 1981) америчка је глумица.
Своју ТВ и филмску каријеру је започела у 13. години старости са филмом Камп за нигде и ТВ серијом Тајни свет Алекс Мек. Прву важнију улогу је добила у телевизијској серији која се звала Мрачни анђео (2000–2002), да би касније играла у неколико филмова, углавном жанра комедије и акције. Неки од познатијих филмова у којима је играла су: Медена (2003), Град греха (2005), У дубини мора (2005), Фантастична четворка (2005), Фантастична четворка 2: Успон Сребрног Летача (2007) и Предигра за брак (2007).
Магазин Максим ју је често сврставао на своју листу "Hot 100", а 2006. године на AskMen.com изабрана је на првом месту на њиховој листи од 99 најпожељнијих жена. Такође, годину дана касније изабрана је од стране FHM за најсексипилнију жену на свету. Појавила се и на насловници познатог часописа Плејбој. Освајала је награде као што су: Choice Actress Teen Choice Award и Награда Сатурн за најбољу глумицу на телевизији за глуму у ТВ серији Мрачни анђео.

## Биографија

### Младост
Рођена је у Помони (Калифорнија), од мајке Кетрин Албе (девојачко Џенсен) и оца Марка Албе. Њена мајка има данске и канадско-француске претке, док јој је отац мексичког порекла (оба њена родитеља су рођена у Калифорнији). Има млађег брата који се зове Џошуа. Због ваздухопловне каријере њеног оца, селила се у Билокси (Мисисипи) и Дел Рио (Тексас), да би се са девет година вратила у Калифорнију.
Таком свог раног живота боловала је од многих физичких болести; тако је два пута имала ателектазу плућа, упалу плућа 4-5 пута у једној години, проблеме са слепим цревом, и цисту на крајницима. Ове болести су је изоловале од деце у школи, јер је била често код доктора, тако да је нико није довољно упознао да би био пријатељ са њом. Потврдила је да је патила и од опсесивно-компулзивне неурозе, током свог детињства. Касније када се са породицом преселила у Калифорнију, њено здравље се побољшало. Средњу школу је завршила са 16 година, да би касније похађала Atlantic Theater Company.

## Филмографија
| Год.       | Српски назив                                  | Оригинални назив                          | Улога                               |
| ---------- | --------------------------------------------- | ----------------------------------------- | ----------------------------------- |
| Телевизија |                                               |                                           |                                     |
| 1994.      | Тајни свет Алекс Мек                          | The Secret World Of Alex Mack             | Џесика                              |
| 1995−1997. | Флипер                                        | Flipper                                   | Маја Грејам                         |
| 1996.      | Посебно после школе                           | ABC Afterschool Specials                  | Кристи                              |
| 1996.      | Болница „Чикаго Хоуп"                         | Chicago Hope                              | Флори Хернандез                     |
| 1998.      | Јужни Бруклин                                 | Brooklyn South                            | Мелиса Хауер                        |
| 1998.      | Беверли Хилс, 90210                           | Beverly Hills, 90210                      | Лин                                 |
| 1998.      | Љубавни чамац: Следећи талас                  | The Love Boat: The Next Wave              | Лајла                               |
| 1999.      | Залудне руке                                  | Idle Hands                                | Моли                                |
| 2000–2002. | Црни анђео                                    | Dark Angel                                | Макс Гевара/X5-452                  |
| 2003.      | Мад ТВ                                        | Mad TV                                    | Џесика Симпсон                      |
| 2004.      | Свита                                         | Entourage                                 | себе                                |
| 2005.      | Лака игра                                     | Trippin'                                  | себе                                |
| 2009.      | У уреду                                       | The Office U.S.                           | Софи                                |
| Филмови    |                                               |                                           |                                     |
| 1994.      | Камп за нигде                                 | Camp Nowhere                              | Гејл                                |
| 1995.      | Излазак Венере                                | Venus Rising                              | млада Ив                            |
| 1999.      | П. У. Н. К. С.                                | P.U.N.K.S.                                | Саманта Свобода                     |
| 1999.      | Никад пољубљена                               | Never Been Kissed                         | Кирстен Лиозис                      |
| 1999.      | Надохват руке                                 | Idle Hands                                | Моли                                |
| 2000.      | Параноид                                      | Paranoid                                  | Клои                                |
| 2003.      | Тајни речник                                  | The Sleeping Dictionary                   | Селима                              |
| 2003.      | Медена                                        | Honey                                     | Хони Данијелс                       |
| 2005.      | Град греха                                    | Sin City                                  | Ненси Калахан                       |
| 2005.      | Фантастична четворка                          | Fantastic Four                            | Сузан Сторм/ Невидљива Жена         |
| 2005.      | У дубини мора                                 | Into The Blue                             | Сем                                 |
| 2007.      | Заглавило се                                  | Knocked Up                                | себе                                |
| 2007.      | Фантастична четворка 2: Успон Сребрног Летача | Fantastic Four: Rise Of The Silver Surfer | Сузан Сторм-Ричардс/ Невидљива Жена |
| 2007.      | Предигра за брак                              | Good Luck Chuck                           | Кам Векслер                         |
| 2007.      | Десет заповести                               | The Ten                                   | Лиз Ен Блејзер                      |
| 2007.      | Будан                                         | Awake                                     | Сем Локвуд                          |
| 2008.      | Упознати Била                                 | Meet Bill                                 | Луси                                |
| 2008.      | Око                                           | The Eye                                   | Сидни Велс                          |
| 2008.      | Љубавни гуру                                  | The Love Guru                             | Џејн Булард                         |
| 2010.      | Дан заљубљених                                | Valentine's Day                           | Морли Кларксон                      |
| 2010.      | Убица у мени                                  | The Killer Inside Me                      | Џојс Лејкланд                       |
| 2010.      | Мачета                                        | Machete                                   | специјални агент Сартана Ривера     |
| 2010.      | Невидљиви знак                                | An Invisible Sign                         | Мона Греј                           |
| 2010.      | Упознајте мале Фокерове                       | Little Fockers                            | Анди Гарсија                        |
| 2011.      | Деца шпијуни 4: Све време света 4Д            | Spy Kids 4: All The Time In The World 4D  | Мариса Кортез Вилсон                |
| 2012.      | А. Ц. О. Д.                                   | A.C.O.D.                                  | Мишел                               |
| 2013.      | Бекство са планете Земље                      | Escape From Planet Earth                  | Лена                                |
| 2013.      | Мачета убија                                  | Machete Kills                             | Сартана                             |
| 2014.      | Град греха: Убиства вредна                    | Sin City: A Dame to Kill For              | Ненси Калахан                       |
| 2014.      | Драга Елеонора                                | Dear Eleanor                              | Дејзи                               |
| 2014.      | На неки начин лепо                            | Some Kind of Beautiful                    | Кејт                                |
| 2014.      | Боравак у затвору                             | Stretch                                   | Чарли                               |
| 2015.      | У школи је најгоре                            | Barely Lethal                             | Викторија Нокс                      |
| 2015.      | Околина                                       | Entourage                                 | себе                                |
| 2016.      | Вео                                           | The Veil                                  | Меги Прајс                          |
| 2016.      | Васкрсење механичара                          | Mechanic: Resurrection                    | Ђина                                |
| 2017.      | Божићни пут                                   | El Camino Christmas                       | Бети Флаверс                        |